# Asplenium punjabense
Asplenium punjabense là một loài dương xỉ trong họ Aspleniaceae. Loài này được Bir, Fraser-Jenk. & Lovis mô tả khoa học đầu tiên năm 1985.
Danh pháp khoa học của loài này chưa được làm sáng tỏ. 